# 악오르다 대통령궁
악오르다 대통령궁(카자흐어: а қорда резиденциясы, Aqorda rezidentsiyasy, 백장 한국)은 카자흐스탄의 대통령의 공식적인 직장으로, 수도 아스타나에 소재한다. 이 궁전은 3년 안에 지어졌으며 공식적으로 2004년에 개관했다. 이 건물은 전 코소보 대통령, 전 부총리 베흐제트 파촐리가 설립한 마베텍스 그룹이 완공하였다.
이심(에실) 강의 좌안에 위치하고 있으며, 대통령의 근무지이며 대통령 행정부의 직원들이 근무한다. 궁전은 첨탑이 있는 파란색과 금색 돔을 포함하고 있다. 돔 꼭대기에 있는 이 황금빛 조각상은 꼭대기에 32개의 광선이 있는 태양을 포함하고 있으며, 또한 태양 아래로 날아가는 스텝핑 독수리를 포함하고 있다.
건물의 높이(첨탑 포함)는 80미터다. 1층은 그랜드 센트럴 홀, 기자 회견장, 갈라 홀, 그리고 겨울 정원을 포함한다. 2층은 사무실을 포함하고, 3층은 국제 행사를 위해 사용되며 다양한 홀(마블 홀; 골든 홀; 오벌 홀; 유르트 형태로 지어진 오리엔탈 홀; 확장 협상의 홀)을 포함한다. 4층은 돔 홀, 공화국 정부를 위한 회의장, 그리고 도서관으로 구성되어있다.
황금색은 대통령궁 내부 곳곳에 눈에 띄며 바닥 무늬에는 21가지 대리석이 사용됐다.

## 갤러리

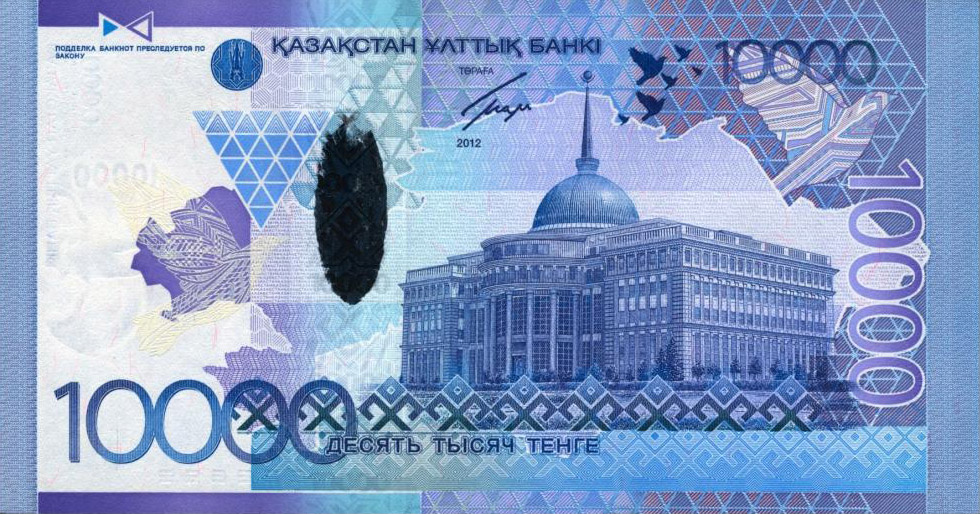
악오르다 대통령궁이 그려진 카자흐 통화 10000 탱게
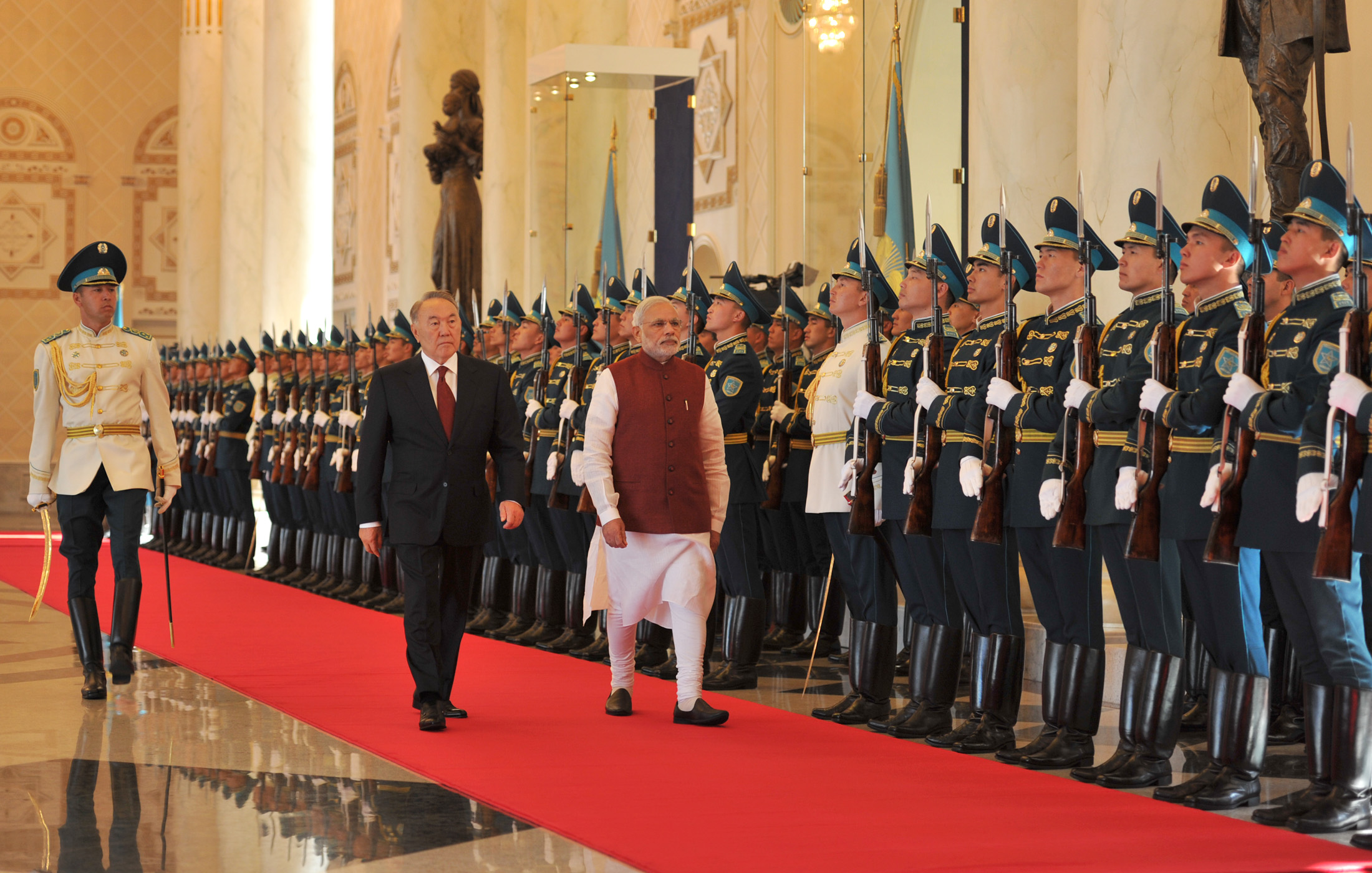
나자예프 대통령과 모디 총리가 악오르다 대통령궁에서 사열을 받고 있다.